# Turcs du Dodécanèse
 (juin 2011).
Si vous disposez d'ouvrages ou d'articles de référence ou si vous connaissez des sites web de qualité traitant du thème abordé ici, merci de compléter l'article en donnant les références utiles à sa vérifiabilité et en les liant à la section « Notes et références ».

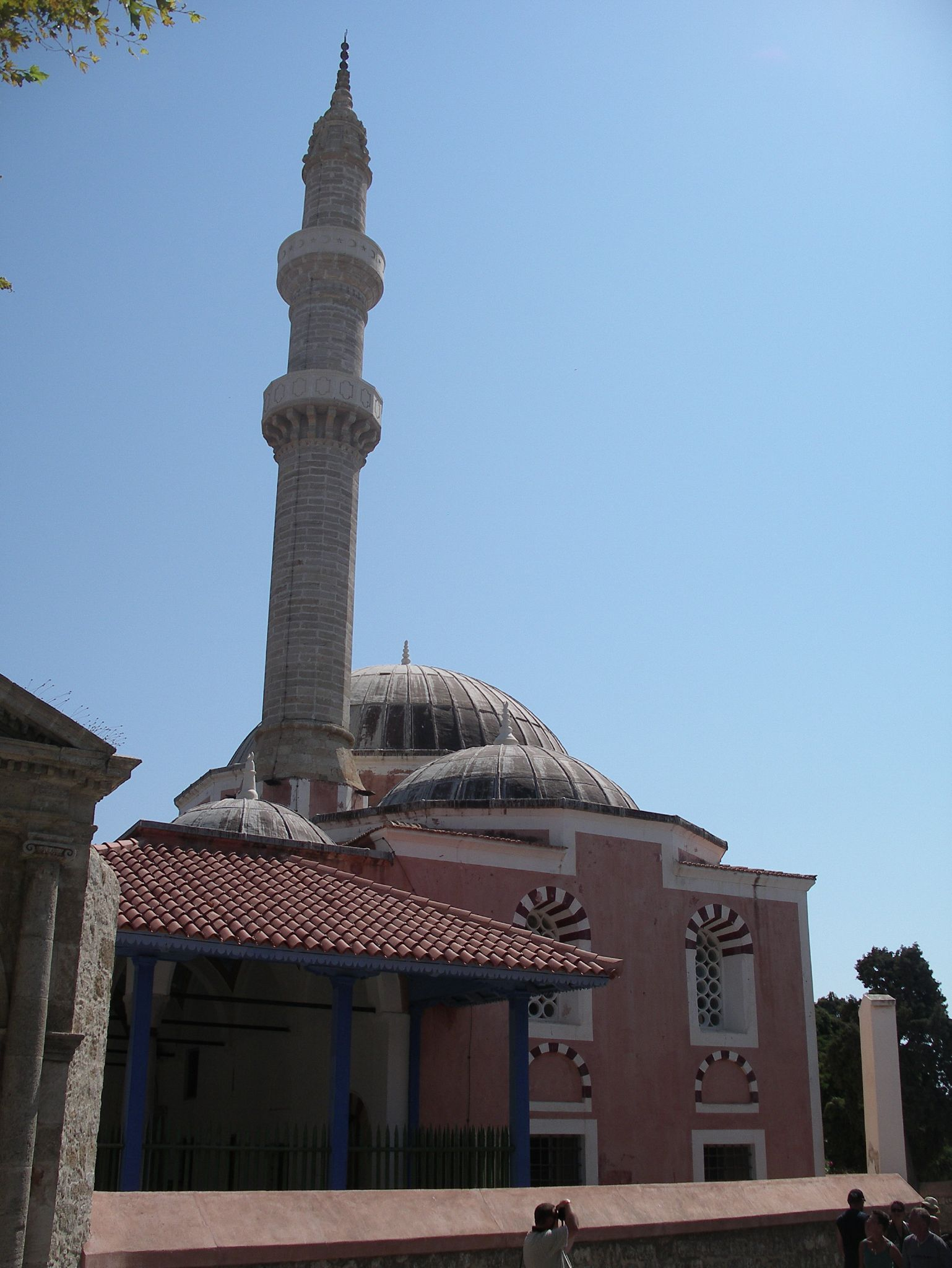
Une mosquée de style ottoman à Rhodes.

Les Turcs du Dodécanèse forment une petite minorité de 5 000 membres dans le Dodécanèse, un archipel grec situé non loin de la Turquie. On les retrouve dans les îles de Rhodes et de Cos (İstanköy en turc).
Après la conquête du Dodécanèse par les Ottomans (1522 pour Rhodes, 1525 pour Cos), des musulmans s'installent dans les îles tandis qu'une partie de la population grecque orthodoxe se convertit.
Alors que l'ensemble de la population musulmane de Grèce (à l'exception de la Thrace orientale) est transférée en Turquie à la suite de l'échange de populations entre la Turquie et la Grèce de 1923, ce n'est pas le cas des Turcs du Dodécanèse, cette région se trouvant à cette époque sous domination italienne. Les Turcs deviennent donc, comme les autres habitants de l'archipel, citoyens grecs lorsque le Dodécanèse est cédé à la Grèce en 1947. 
Les Turcs du Dodécanèse sont groupés à Cos au sein de l'« association musulmane turque de Cos » (İstanköy Türk Müslüman Derneği) qui indique compter 2 000 membres[réf. nécessaire].
Ceux de Rhodes sont organisés autour de l'« association turque de Rhodes » (Rodos Türk Derneği) forte, selon ses propres estimations, de 3 500 membres.
Les ethnonymes utilisés par cette communauté pour se désigner sont multiples, Oniki Ada Türkleri, qui est la traduction de « Turcs du Dodécanèse », Rodos Türkleri ou İstanköy Türkleri selon qu'ils habitent à Rhodes ou Cos, Giritli (Crétois), certains étant originaires de cette île ou en raison d'affinités culturelles avec les musulmans de Crète ou Adalı, qui signifie simplement îliens en turc. 